# Reichensteiner Gebirge

Reichensteiner Gebirge (Nr. 35) innerhalb der Sudeten

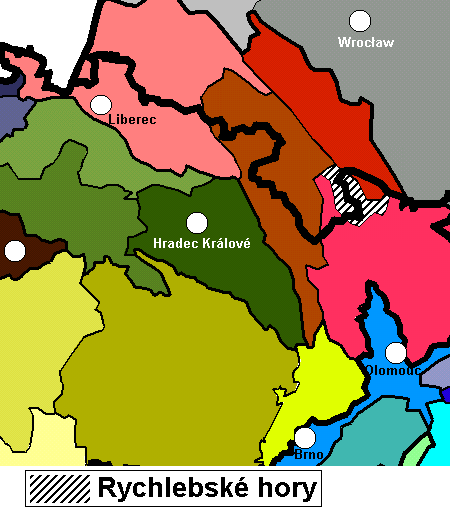
Das Reichensteiner Gebirge innerhalb der geomorphologischen Einteilung Tschechiens und Polens

Das Reichensteiner Gebirge, früher auch Hundsrücken bzw. Fichtlichzug, (polnisch Góry Złote, tschechisch Rychlebské hory, früher tschechisch Rychleby oder Rychlebské pohoří) befindet sich im Osten des Glatzer Kessels. Seinen Namen erhielt es nach der Stadt Złoty Stok (Reichenstein, tschechisch: Rychleby). Auf seinem Hauptkamm verläuft die Grenze zwischen Polen und Tschechien.

## Topografische Beschreibung
Das Reichensteiner Gebirge erstreckt sich von Nordwest nach Südost. Seine nordwestliche Fortsetzung ist das Warthagebirge (Góry Bardzkie), ein Teil des Eulengebirges und im Osten das Zuckmanteler Bergland. Im Südosten grenzt es an das Altvatergebirge, südwestlich liegt das Bielengebirge. Im Norden und Osten breitet sich die Schlesische Tiefebene mit dem breiten Tal der Glatzer Neiße und ihrer Zuflüsse aus. Der tschechische Teil des Gebirges ist neuerdings ein Teil der Mikroregion Rychleby.
Der größte Teil des Gebirges besteht aus Nadelwäldern, an manchen Stellen findet man auch Buchenwälder. In der Region findet man auch Wildschweine und Rotwild.
Der höchste Berg ist der Smrk (Fichtlich) mit 1125,4 m n.m. Höhe. Er befindet sich im äußersten Süden des Gebirges, über seinen Gipfel verläuft die Landesgrenze. Der zwei Kilometer südwestlich des Smrk liegende Gipfel des Postawna (Formberg) (1124 m n.m.) ist der höchste Gipfel des Bielengebirges.
Ein Ausläufer ist im Norden das Krautenwalder Bergland (Travenská hornatina) bei Travná (Krautenwalde). Dazwischen führt der Krautenwalder bzw. Landecker Pass (polnisch: Przełęcz Lądecka, tschechisch: Travenské sedlo) hindurch, der die Städte Lądek-Zdrój (Bad Landeck) und Javorník (Jauernig) verband. Im Süden des Gebirges schließen sich zwei ausgedehnte Ausläufer nach Osten an:
- das Oberlindewieser Bergland (Hornilipovská hornatina), es erstreckt sich nördlich von Lipová-Lázně (Bad Lindewiese), darin befindet sich die Tropfsteinhöhle am Gemärke Jeskyně Na Pomezí, die teilweise begehbar ist. Das Gemärke ist ein alter Pass von Lipová-lázně (Bad Lindewiese) nach Vápenná (Setzdorf),
- östlich schließt sich, getrennt durch das Tal der Vidnavka, der Nesselkoppenkamm, auch Hirschbadkamm (Sokolský hřbet) an, er liegt nördlich der Stadt Jeseník (Freiwaldau).

## Geologie
Am Aufbau des Reichensteiner Grundgebirges sind vor allem Kristalline Schiefer beteiligt, vor allem Gneise, Glimmerschiefer sowie Hornblendeschiefer und Quarzitschiefer. Granite sind das Massengestein, dazu gesellen sich weitere Hartgesteine wie Syenite, Diorite, Gabbros und Serpentinite. Diorite kommen im Osten des Reichensteiner Gebirges und des Bielengebirges vor. Die ältesten Gesteine sind die vorkommenden Para- und Orthogneise. Diese alten Schichten wurden aufgefaltet und Granite, Gabbros und Peridotite eingelagert. Diese Prozesse haben sich im Unteren Karbon zugetragen. Zu dieser Zeitepoche gehören auch die Tonalite des Reichensteiner und des Bielengebirges im Osten. Der Friedeberger Granit als das größte Gesteinsvorkommen dieses Gebietes ist jünger als die vorkommenden Tonalite. Des Weiteren bildeten sich der Saubsdorfer Marmor und Marmur sławniowicki von Sławniowice (Groß-Kunzendorf) durch die Hitze und Druck des Granitplutons von Žulová (Friedeberg) aus.
Im Reichensteiner Gebirge wurde bis ins 18. Jahrhundert intensiver Bergbau betrieben, danach waren die Lagerstätten erschöpft.

### Erzlagerstätten
Kupfer wurde im Melchior-Stollen bei Javorník (Jauernig) bei Zlaté Hory (Zuckmantel) gefördert; Kupferkies gab es in der Arsenerzlagerstätte von Reichenstein und des Weiteren wurde im Melchior-Stollen und in der Arsenlagerstätte Blei gefunden, ferner bei Lutynia (Leuthen) bei Bad Landeck. Zinkblende fand man bei Jauernig und Reichenstein, Magnetiteisenerz im Bielengebirge bei Waldeck und Gościce (Gostitz), bei Ondřejovice (Endersdorf) westlich von Zlaté Hory (Zuckmantel), Horní Údolí (Obergrund) und in Hraničná (Gränzgrund) südöstlich von Wildschütz. Hämatit befindet sich nahe Mikulovice u Jeseníku (Niklasdorf) und Endersdorf. Bei den beiden letzteren Fundstätten kam Gold und Silber und bei Reichenstein in der Arsenlagerstätte, westlich des Schlackentales, vor. Dies war die größte Arsenlagerstätte des Gebietes. Flussspat fand sich bei Kletno (Klessengrund) und Asbest im Serpentinit in der Totenkoppe bei Jauernig und in Skorošice (Gurschdorf) beim Petershof. Graphit kam westlich von Bad Landeck, Leuthen und Jauernig vor.

### Mineralfundstätten
Quarz wurde vormals bei Kobylá nad Vidnavkou (Jungferndorf) und Stará Červená Voda (Alt-Rotwasser) abgebaut und Quarzkristalle und -drusen finden sich im Friedeberger Granit. Korund befand sich im Gabbro von Uhelná (Sörgsdorf). Olivinkristalle werden im Basalt von Krautenwalde bei Jauernig und Walbeck und Wollastonit wird im Kalk in der Nähe der Burg Kaltenštejn gefunden, ferner auch an diesem Orte Vesuvian. Epidotkristalle, Granat, Augit und Fergusit liegen am Gotteshausberg bei Žulová (Friedeberg), Turmalin bei Jauernig, Andalusit in der Nähe von Krautenwalde.
Kohlevorkommen befinden sich im Neißevorland und bei Lentsch.

### Gesteinsvorkommen
Der wirtschaftlich bedeutendste Naturstein dieses Gebietes war der hellgraue, fein- bis mittelkörnige Granit, der in den 1930er Jahren in großem Umfang in Friedeberg, Domsdorf, Schwarzwasser, Setzdorf, Jungferndorf, Buchsdorf, Velká Kraš (Groß-Krosse) und Rotwasser gebrochen wurde. Unter einer ½ bis 10 Meter dicken Abraumschicht wurden Bau- und Werksteine und Pflastersteine gewonnen. Neben der Granitindustrie existierte aber auch die Marmorindustrie, die sich um die Vorkommen bei Saubsdorf und Groß-Kunzendorf konzentrierte. Die Marmor-Steinbrüche waren aufgrund der geringen Mächtigkeit im Gegensatz zum Granitvorkommen meistens sehr klein. Die Natursteine wurden in den 1930er Jahren in Schlesien, Mähren bis Brünn, Ostböhmen bis Hradec Králové (Königgrätz), Polen, nach Holland, Belgien, England, Südamerika, Balkan und Indien verkauft.
Große Bedeutung hatte die Kalkbrennerei, die im Gebiet um Vápenná (Setzdorf) urkundlich 1787 erstmals mit zwei herrschaftlichen Kalköfen erwähnt wird. 80 Prozent der gebrannten Kalke wurden nach Deutschland exportiert und der Rest von 20 Prozent nach Schlesien, Ostmähren und Ostböhmen. Gewisse Bedeutung für die Porzellanindustrie hatte Kaolin, der bei Vidnava (Weidenau) gewonnen wurde.

## Bedeutende Erhebungen
- Smrk / Smerek (Fichtlich), 1.125,4 m, 50° 14′ N, 17° 2′ O
- Lví hora (Löwenkuppe), 1.040,1 m, 50° 15′ N, 17° 3′ O
- Studniční vrch, 991,6 (Nesselkoppe, auch Hirschbad), 50° 16′ N, 17° 10′ O
- Kovadlina / Kowadło (Schmiedekoppe), 988,9 m, 50° 16′ N, 17° 1′ O
- Špičák, (Spitzberg) 957,2 m, 50° 18′ N, 17° 1′ O
- Borůvková hora (Heidelberg) 899 m, 50° 23′ N, 16° 54′ O
- Koníček, (Rösselberg) 850,3 m, 50° 20′ N, 16° 56′ O
- Černý vrch, (Schwarzberg) 825,8 m, 50° 19′ N, 16° 57′ O
- Javorník (Jauersberg) 764 m, 50° 25′ N, 16° 52′ O

## Bedeutende Orte

### In Polen
- Lądek-Zdrój (Bad Landeck)
- Stronie Śląskie (Seitenberg)
- Złoty Stok (Reichenstein)

### In Tschechien
- Bílá Voda (Weißwasser)
- Javorník (Jauernig)
- Travná (Krautenwalde)
- Žulová (Friedeberg)

## Sehenswürdigkeiten
- Ruine der Burg Rychleby aus dem 13. Jahrhundert
- Teufelskanzel – bizarre rote Felsenformation über dem tiefen Tal des Račí potok
- Tančírna (Georgshalle), Jugendstiltanzsaal im Krebsgrund (Račí údolí)
- Hraničky (Gränzdorf) – auslaufende Wiesen am Platz eines ehemaligen deutschen Dorfes mit Ruinen alter Häuser, deren Bewohner 1945 vertrieben wurden
- Wasserfälle des Silbernen Baches (auch Wasserfälle von Nýzner) – eine 15 Meter hohe Kaskade
- Höhle Na Pomezí – 1936 entdeckte Karsthöhle
- Senkrecht stehende Basaltfelsen in Ułęże (Überschaar), südwestlich von Lutynia